# Encyclia zaslawskiana
Encyclia zaslawskiana är en orkidéart som beskrevs av Marcos Antonio Campacci. Encyclia zaslawskiana ingår i släktet Encyclia och familjen orkidéer. Inga underarter finns listade i Catalogue of Life.